# Moquegua (region)
Moquegua er en region i det sydlige Peru. Regionens navn er fra sproget quechua og betyder "roligt sted". Hovedbyen er Moquegua.
16°48′S 70°48′V / 16.8°S 70.8°V